# 奈良艺术短期大学
奈良艺术短期大学（日语：／ Nara Geijutsu Tanki Daigaku *），简称「艺短」或「奈良艺」，是一所位于日本奈良县橿原市的私立短期大学。

## 概要

### 简介
- 短期大学为于1966年开办[1][2]、由学校法人圣心学园经营[3]、为男女同校从开办

### 历史
- 1966年 橿原学院短期大学成立并同时设置一个学科即英语科[2]。
- 1967年 美术科成立[2]。
- 1972年 经营基础变更为学校法人圣心学园。
- 1974年 改校名为奈良艺术短期大学[2]。
- 1983年 美术专攻成立于专科[2]。
- 1994年 专科的学制从1年延长至2年。

### 宪章
- 请参看奈良艺术短期大学的标志 （日語） 2014年5月13日阅览。

## 学校环境
- 校区：在奈良县橿原市

## 历任校长
- 平田俊夫：第一代短期大学校长[4]。
- 平田博也：现在短期大学校长[2]

## 组织

### 学科
- 美术科

### 前学科
| - 英语科 |

### 专科
| - 美术专攻：被批准大学评价学位授予机构。 |

### 业余课程
| - 没有 |

### 附属机关
| - 图书馆 |

## 知名校友
- 清水共一郎:搞笑艺人

## 相关链接
- 日本短期大学列表